# Saint-Étienne-des-Sorts
 Saint-Étienne-des-Sorts  es una población y comuna francesa, en la región de Languedoc-Rosellón, departamento de Gard, en el distrito de Nimes y cantón de Bagnols-sur-Cèze.

## Demografía
| 353 | 536 | 444 | 432 | 413 | 486 |
| Para los censos de 1962 a 1999 la población legal corresponde a la población sin duplicidades (Fuente: INSEE [Consultar]) |     |     |     |     |     |